# NGC 7234
NGC 7234 (również NGC 7235 lub OCL 229) – gromada otwarta znajdująca się w gwiazdozbiorze Cefeusza. Jest położona w odległości ok. 10,9 tys. lat świetlnych od Słońca. Jej jasność to 7,7m, a rozmiar – około 4′ łuku.
Odkrył ją William Herschel 16 października 1787 roku, jednak podał niedokładną jej pozycję. John Herschel, nieświadom tego, że pozycja podana przez jego ojca jest błędna, niezależnie odkrył gromadę 24 września 1829 roku. John Dreyer w swoim New General Catalogue skatalogował obserwację Williama Herschela jako NGC 7234, a Johna Herschela jako NGC 7235. Mimo że prawidłową pozycję obiektu obserwowanego przez Williama Herschela podał Arthur Auwers już w 1862 roku (czyli na długo przed publikacją katalogu Dreyera), fakt ten pozostawał przez ponad wiek nieznany astronomom i za NGC 7234 uznawano inną pobliską gromadę gwiazd lub uważano ten obiekt za nieistniejący.